# Mademoiselle Poulain de Nogent
Mademoiselle Poulain de Nogent, ou plus simplement Mademoiselle Poulain, est une romancière, poétesse et essayiste française du xviiie siècle originaire de Nogent-sur-Seine, active de 1768 à 1787.
Mademoiselle Poulain naît à Nogent-sur-Seine vers 1720-1730 et meurt à Paris vers 1795 ; « persuadée du néant de la gloire de ce monde », sa vie reste très inconnue mais on devine à ses ouvrages qu'elle aimait l'histoire et la poésie. Les Lettres de Madame la comtesse de La Rivière, roman épistolaire publié en 1776, est son œuvre majeure, connaissant un important succès jusqu'à la première moitié du xixe siècle. En 1863, le Grand dictionnaire de géographie universelle ancienne et moderne de toutes les parties du monde décrivait encore Nogent-sur-Seine comme la : « Patrie de mademoiselle Poulain ».

## Œuvres
- « Logogryphe », Mercure de France,‎ 1768, p. 79-80.
- « Le printemps, stances », Mercure de France,‎ 1768, p. 11-14.
- Anecdotes intéressantes de l’amour conjugal, Paris et Londres, Hardouin & Gattey (Londres), 1786 (1re éd. 1770), 158 p. (lire en ligne)
- Lettres de Madame la comtesse de La Rivière à Madame la baronne de Neufpont, son amie, Paris, Froullé, 1777, en 3 vol.
- Tableau de la parole ou nouvelle manière d’apprendre à lire aux enfants en jouant, Paris, Nyon l'Aîné, 1783, 64 p. (lire en ligne)
- Nouvelle histoire abrégée de l'abbaye de Port-Royal, Paris, Varin, Froullé et Méquignon, 1786 (lire en ligne), en 4 vol.
- Poésies diverses, Paris, Varin, 1787, 236 p. (lire en ligne)